# 王瑄 (正德進士)
王瑄（1482年—1533年），字子成，四川潼川州遂寧縣人，民籍。

## 生平
十月二十一日生，行一，治《春秋》，由國子生中式四川鄉試第二十一名舉人，年三十六歲中式正德十二年（1517年）丁丑科會試第二百四十二名，第三甲第一百八十名進士。礼部观政，授行人司行人，十四年六月兴献王朱祐杬薨，掌行丧礼。嘉靖元年（1522年）六月选授户科给事中，次年巡视光禄寺，三年九月升兵科右，十年十月升工科左，十一年升刑科都，卒。

## 家族
曾祖王清宇；祖王同孝；父王言；母黃氏。具慶下，妻苟氏，弟璲；瑾；琠；環；瑨；瑜；珣。